# Benjamin Boss
Benjamin Boss, född 9 januari 1880, död 17 oktober 1970, var en amerikansk astronom. Han var son till Lewis Boss.
Lewis Boss efterträdde fadern som direktör för Dudleyobservatoriet och utgivare av Astronomical Journal. Han fortsatte faderns arbete om stjärnornas egenrörelser och utgav General catalogue of 33.342 stars for the epoch 1950 (1936-1937), innehållande uppgifter om egenrörelser för alla stjärnor ljusare än 7:e storleken samt för några tusen ljussvagare, samtidens fullständigaste katalog över egenrörelserna.